# Kleine Scheidegg
Kleine Scheidegg är en bergspass på gränsen mellan kommunerna Grindelwald och Lauterbrunnen i kantonen Bern i Schweiz. Det är beläget i Bernalperna, cirka 55 kilometer sydost om huvudstaden Bern. Kleine Scheidegg ligger 2 061 meter över havet.
Bergspasset är beläget mellan bergstopparna Eiger och Lauberhorn. Kleine Scheidegg korsas av den smalspåriga kuggstångsbanan Wengernalpbahn som går mellan Lauterbrunnen och Grindelwald via Wengen. Från passet utgår Jungfraubahn, med trafik upp till Jungfraujoch som är Europas högst belägna järnvägsstation på 3 454 meters höjd.